# Albert Massana i Gràcia
Albert Massana i Gràcia (Sallent, 28 d'abril de 1963 – Gavà, 4 de març de 2021) fou un polític i activista català.
Tot i néixer a Sallent, de petit ja va venir a viure a Gavà, on ha passat tota la seva vida. Polític i activista destacat que ha col·laborat en totes les lluites per a la defensa del medi ambient i l'alliberament nacional. El 2003 es va afiliar a Esquerra Republicana de Gavà, el partit amb el que el 2019, amb les eleccions locals, va assolir el millor resultat electoral esdevenint la segona força política local. En encapçalar la llista electoral, va esdevenir portaveu del Grup Municipal. A més, estava involucrat, des del 2004, amb la plataforma Salvem el Calamot, el 2019 es va tornar a involucrar amb la nova plataforma Salvem el Calamot - No al Pla de Ponent, i amb la plataforma Salvem can Sellarès, espais amenaçats per la voracitat urbanística que caracteritza la comarca. A més de l'activisme social i polític, era també soci de l'Associació d'Amics del Museu, de la Coral Sellarès, i dels Castellers de Gavà.
Era també treballador de la companyia d'aigües de Barcelona a Gavà, amb la qual cosa coneixia tothom. La seva actitud empàtica, al costat de la gent se'l feia estimar.
La seva sobtada mort la matinada del 4 de març va commoure la ciutat. La capella ardent es va instal·lar a l'Ajuntament de Gavà el 8 de març. Aquell mateix dia, després de la missa exequial, era enterrat al cementiri de Gavà.